# Tony DiSpigna
Tony DiSpigna (* 6. Dezember 1943 in Forio auf Ischia) ist ein italienisch-US-amerikanischer Schriftdesigner, Kalligraf und Typograf.

## Leben und Werk
Antonio „Tony“ DiSpigna emigrierte als junger Mann nach Brooklyn, New York City. Er absolvierte ein Studium am Pratt Institute und stieg bei der Agentur Bonder & Carnase in das Berufsleben ein. Ab 1969 arbeitete er bei der Designagentur Lubalin, Smith, Carnase Inc. 1973 gründete er seine eigene Firma, die Tony DiSpigna Inc. DiSpigna arbeitete zudem für die International Typeface Corporation.
Er lehrte an der School of Visual Arts, am New York Institute of Technology und am Pratt Institute.
Internationale Anerkennung erlangte er für seine Schriftentwürfe sowie für typografische Designs und Logos. Er knüpfte an die Tradition der geschäftlichen Schreibschrift an, belebte die Spencer-Schrift neu und entwickelte sie weiter. DiSpigna gestaltete Unternehmensschriftarten (unter anderem für die The Coca-Cola Company und die Louis Dreyfus Company).
Bekannte, von DiSpigna entworfene Schriftarten sind ITC Serif Gothic (1972 mit Herb Lubalin). ITC Lubalin Graph (1974 mit Herb Lubalin) und ITC Korinna (1974 mit Ed Benguiat).
Die Dokumentation Imported from Brooklyn (Regie: Josh A. Kapusinski, Produktion: Douglas Davis) handelt von Tony DiSpigna und seiner 50-jährigen Arbeit als Grafikdesigner. 2020 wurde der Film mit dem Emmy ausgezeichnet.